# Maximae quidem
Maximae quidem ist eine Enzyklika von Papst Pius IX.; mit diesem, am 18. August 1864 veröffentlichten, Rundschreiben beantwortete der Papst das Schreiben des bayerischen Episkopats, in dem diese über die bayerische Bischofssynode berichtet hatten. Die Enzyklika trägt den Untertitel: „Über die Kirche in Bayern“.
Er lobte die abgehaltene  bayerische Bischofssynode von Bamberg, auf der die Pläne für eine  Bewahrung der Kirche erarbeitet worden waren und diese dem bayerischen König zugeleitet worden seien. Er munterte die Bischöfe und ihre Priester zur Verteidigung des Glaubens auf und legte ihnen besonders die Erhaltung der Religionsausbildung an den öffentlichen Schulen und Hochschulen nahe. Pius IX. erklärte, dass es eine ständige Aufgabe der Bischöfe sei, alle Menschen daran zu erinnern, dass die Kirche nicht nur Mutter und Lehrerin aller Tugenden sei, sondern die Kirche sei auch die Gründerin von Zivilisation, Frieden und Fortschritt sowie wirtschaftlichen Wohlstands.